# Aston Martin DBR1
Chronologie des modèles
Aston Martin DB3
L' Aston Martin DBR1 était une voiture de course sportive  construite par Aston Martin à partir de 1956, destinée au Championnat du monde des voitures de sport ainsi qu'aux courses de voitures de sport hors championnat à l'époque. Il est surtout connu comme le vainqueur des 24 Heures du Mans 1959, la seule victoire pure et simple d'Aston Martin dans la classique d'endurance. C'est l'une des trois seules voitures des années 1950 à avoir remporté à la fois le Championnat du monde des voitures de sport et les 24 Heures du Mans la même année (les autres étant la Ferrari 375 Plus (en) en 1954 et la Ferrari 250TR en 1958). De plus, les six victoires au Championnat du monde des voitures de sport étaient un record pour n'importe quelle voiture dans les années 1950 et sont restées un record du championnat jusqu'à ce qu'elles soient dépassées par la Ferrari 250TR. Les trois triomphes consécutifs en 1959 au Nürburgring, au Mans et au Tourist Trophy égalent le record établi par la Ferrari 250TR avec ses trois victoires consécutives au début de la saison 1958.
En août 2017, une voiture DBR1/1 a été vendue pour un prix record mondial pour une voiture de fabrication britannique de 22 555 000 $ US.

## Conception
À la suite des changements apportés aux règles des courses de voitures de sport, les participants n'étaient plus obligés d'utiliser des voitures homologuées pour la route ou basées sur des voitures homologuées pour la route, telles que l' Aston Martin DB3S. Par conséquent, avec la possibilité de créer une voiture de sport à partir d'une table rase pour 1956, Aston Martin a créé la DBR1, avec Ted Cutting (en) comme designer en chef,,. 
Le corps dérivé à partir de la forme du DB3S, avec un profil beaucoup plus bas. Le plus remarquable était que l'arrière du passage de roue avant n'était plus laissé ouvert. Au lieu de cela, la DBR1 présentait une carrosserie complète avec un grand évent triangulaire sur le côté, un trait de conception qui deviendrait la norme sur toutes les futures Aston Martin.
Le DBR1 était initialement équipé d'un nouveau moteur de course tout alliage plus petit de 2,5 litres (2 493 cm3) (RB6.250) dérivé très vaguement de la version de course du moteur Lagonda Straight-6 (en) pour se conformer à la réglementation des 24 heures du Mans de cette année-là alors que le RB6.300 Straight-6 (2 992 cm3), d'une puissance de 250 ch (186 kW) a été développé pour la saison 1957.

## Histoire de la course

### 1956
Faisant ses débuts aux 24 Heures du Mans 1956, hors championnat, l'équipe de course Aston Martin de David Brown s'est lancée avec la DBR1/1 de 2,5 litres aux côtés de deux anciennes DB3S de 2,9 litres. Bien qu'elle ait bien performé pendant la majeure partie de la course contre des voitures à moteur plus gros telle  la Jaguar Type D, gagnante avec son moteur de 3,4 litres, la DBR1 a subi une panne de boîte de vitesses après 246 tours alors qu'elle était septième, forçant les pilotes Reg Parnell et Tony Brooks à abandonner. 

### 1957

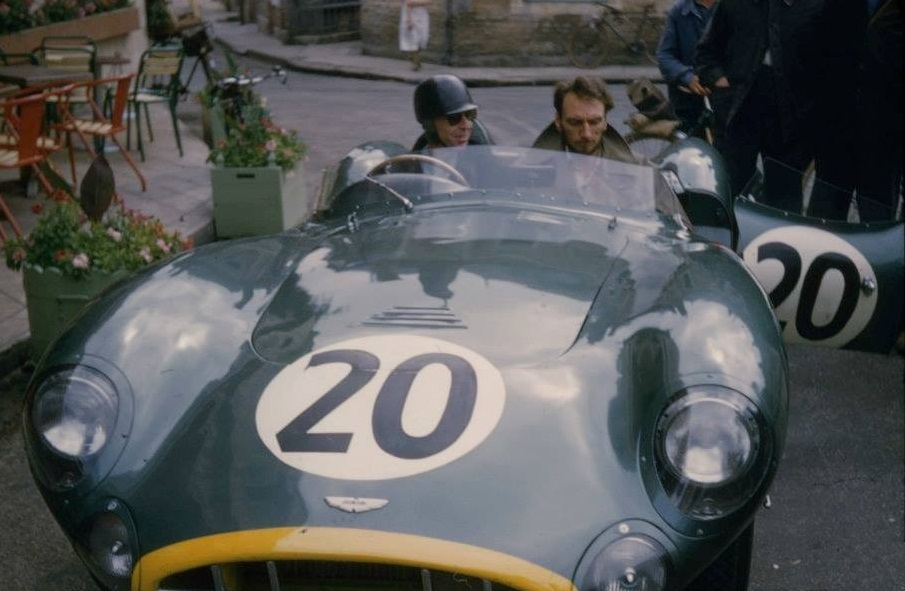
Tony Brooks avec Eric Hind, mécanicien, garé devant la base Aston Martin du Mans 1957,, au volant de sa voiture de course DBR1.

Faisant ses débuts complets dans la saison 1957 du Championnat du monde des voitures de sport ainsi que dans diverses courses hors championnat, Aston Martin a commencé la saison avec DBR1/1 sous forme de 2,5 litres et la voiture a marqué sa première arrivée, avec une deuxième place pour Roy Salvadori au trophée de l'Empire britannique, suivi d'une autre deuxième place au trophée du Sussex au circuit de Goodwood. 
Le DBR1/1 a ensuite été mis à niveau avec le nouveau moteur de 3,0 litres, et rejoint par le DBR1/2 identique. Ensemble à  Spa Sportscar Race, Aston Martin a pris les deux premières places, Tony Brooks l'emportant sur Roy Salvadori. 
Les DBR1 ont ensuite fait leurs débuts au Championnat du monde des voitures de sport lors de la quatrième manche, les 1 000 km du Nürburgring. Là, la DBR1/2 a remporté une victoire au général aux mains de Brooks et Noël Cunningham-Reid, ce qui a valu à Aston Martin sa première victoire au Championnat du monde depuis que la Collins/Griffith DB3S avait remporté le Tourist Trophy en 1953. Salvadori et Les Leston ont terminé sixième dans la même course en DBR1/1. 
La victoire contre la puissance totale de Ferrari et Maserati avec leurs modèles 335S et 450S entre les mains de pilotes tels que Peter Collins , Mike Hawthorn, Moss et Juan Manuel Fangio a donné à l'équipe Aston Martin l'assurance qu'elle disposait désormais d'une voiture capable de rivaliser avec les meilleurs du monde. Malheureusement, ces espoirs ont été déçus aux 24 Heures du Mans 1957 lorsque les deux DBR1 n'ont pas réussi à se terminer. L'échec au Mans signifiait que tout espoir de championnat du monde avait disparu et Aston Martin a raté les deux dernières manches en Suède et au Venezuela. Au lieu de cela, ils sont entrés dans le Grand Prix de Spa hors championnat, où la DBR1/2 a remporté la seule autre victoire de l'année aux mains de Brooks devant Masten Gregory sur Ferrari 290 MM et Olivier Gendebien sur Ferrari 335S avec Salvadori quatrième sur DBR1/1.

### 1958
En 1958, la DBR1/3 était achevée et Aston Martin disposait désormais de trois voitures avec lesquelles concourir. 
Le championnat du monde des voitures de sport était désormais limité aux voitures de 3 litres maximum et le modèle DBR2 de l'équipe avec son moteur de 3,7 litres n'était pas éligible. David Brown a donc choisi de se concentrer sur le championnat avec la DBR1, laissant la DBR2 pour les courses hors championnat. L'équipe n'a pas participé à la manche d'ouverture à Buenos Aires qui a été remportée par Ferrari, décidant à la place de courir à la manche suivante, les 12 Heures de Sebring . Aucune DBR1 n'a réussi à terminer, toutes deux souffrant d'une panne de boîte de vitesses, bien qu'entre les mains de Moss, c'était la voiture la plus rapide de la course. Cela a été suivi à la Targa Florio, la nouvelle DBR1/3 subissant également une panne de boîte de vitesses et ne finissant pas, mais pas avant que Moss n'ait battu son ancien record du tour établi dans la Mercedes 300SLR de plus d'une minute. Aux 1 000 km du Nürburgring, où la DBR1 s'était imposée l'année précédente, Aston Martin a réussi à réitérer sa victoire, la DBR1/3 de Moss et Jack Brabham battant un large contingent de Ferrari et de Porsche . Malheureusement, la malchance est revenue au Mans, les trois DBR1 n'ayant pas encore terminé. Cependant, à la fin de la saison Tourist Trophy, Aston Martin a réussi un 1-2-3 avec Moss et Brooks au volant de la voiture gagnante (DBR1/2) devant Salvadori/Brabham en DBR1/1 et Shelby/Stuart Lewis- Evansdans DBR1/3. Cependant, Ferrari avait choisi de ne pas concourir après avoir déjà remporté le championnat et la course n'a duré que quatre heures et par conséquent, seuls la moitié des points ont été attribués. Cette victoire permet à Aston Martin de terminer deuxième du championnat des constructeurs derrière Ferrari.

### 1959
De retour pour 1959, Aston Martin avait terminé deux autres châssis, DBR1/4 et DBR1/5. La première voiture était en fait une conversion d'une DBR3, tandis que la DBR1/5 était un châssis de rechange vendu au privé Graham Whitehead. Cette dernière voiture fut la seule DBR1 à être vendue à un privé durant la période 1956-9 lorsque l'équipe d'usine fit campagne avec eux. Avec quatre châssis, Aston Martin se concentrerait à nouveau sur le championnat du monde des voitures de sport. La saison a commencé lentement, avec une seule , DBR1/1, aux mains de Salvadori et Shelby qui n'ont pas réussi à terminer les 12 Heures de Sebring, ce qui s'est soldé par un 1-2 pour Ferrari avec leur modèle 250TR. 
Cela a ensuite été suivi par l'équipe qui n'apparaissait pas à  Targa Florio qui a été remportée par Porsche avec un 1-2-3-4. Aston Martin a ensuite réalisé un triplé de victoires alors que la seule entrée d'usine (DBR1/1) a de nouveau remporté les 1 000 km du Nürburgring , avec Moss et Jack Fairman au volant. En plus de cette victoire, Aston Martin a finalement réalisé ce qui est considéré comme son plus beau triomphe en sport automobile. La DBR1/2, pilotée par Carroll Shelby et Salvadori, remporte les 24 Heures du Mans 1959. La DBR1/4, pilotée par Maurice Trintignant et Paul Frére , est arrivée deuxième. Le prochain concurrent le plus proche était à 25 tours du duo.
Le championnat des constructeurs étant désormais très disputé par Ferrari, Porsche et Aston Martin, l'équipe s'est présentée à la dernière manche, le Tourist Trophy à  .. Aston Martin a engagé trois DBR1, ainsi que la DBR1/5 du corsaire Whitehead. Pendant la course, la DBR1/3 qui menait a pris feu alors qu'elle faisait le plein dans les stands, endommageant trop la voiture pour continuer et laissant Aston Martin sans place pour faire le plein de ses autres voitures. Pour sauver les espoirs de championnat d'Aston Martin, Whitehead a retiré son engagement de la course afin de permettre à Aston Martin d'utiliser son stand et de terminer la course. Moss a repris la voiture conduite par Shelby et Fairman et en DBR1/2 a pu assurer la victoire et le championnat. L'Aston restante, DBR1/4, aux mains de Trintignant/Frère est arrivée quatrième. Aston Martin a marqué 24 points sur ses trois victoires avec Ferrari à la deuxième place avec un net de 18 points, 22 bruts et Porsche troisième également avec un net de 18 points mais 21 bruts.

### Privés
Après le succès d'Aston Martin en 1959, David Brown a décidé de passer à la Formule 1. Les DBR4 et DBR5  se sont finalement avérées infructueuses. Ainsi, le département David Brown Racing de l'usine ne concourrait plus dans les voitures de sport. Les quatre DBR1 retenus par l'usine, y compris le DBR1/3 reconstruit, ont été vendus à des clients pour être utilisés dans diverses séries.
Parmi les privés notables figuraient Border Reivers (en), Ian Baille, David Hamm et Essex Racing Stable. DBR1/3 a terminé 3e à 1960 Oulton Park, 3e au Mans piloté par Salvadori et Jim Clark, et en 1961, a terminé 1er à Charterhall piloté par Ron Flockhart pour la victoire finale de tout DBR1. DBR1/2 remporte le Grand Prix de Rouen 1960 avec Fairman. En 1961, deux DBR1 échouent au Mans pilotées par Salvadori et Tony Maggs et Ron Flockhart et Clark. Après la saison 1962, toutes les DBR1 se retireraient de la course et finiraient par se retrouver dans des musées ou des collections privées. DBR1/3 est exposé au Simeone Foundation Automotive Museum (en) à Philadelphie, Pennsylvanie.
La DBR1/4 est remarqué pour être apparue dans l'adaptation cinématographique de 1959 de The Sound and the Fury .

## Palmarès
- Victoire aux 24 Heures du Mans 1959 avec Carroll Shelby et Roy Salvadori (3e en 1960)
- Victoire aux 1 000 kilomètres du Nürburgring en 1957, 1958 et 1959
- Victoire au RAC Tourist Trophy en 1958 et 1959
- Victoire au Grand Prix de Rouen en 1960
- Victoire au Grand Prix RACB de Spa en 1957
- Vainqueur du titre constructeur du Championnat du monde des voitures de sport en 1959

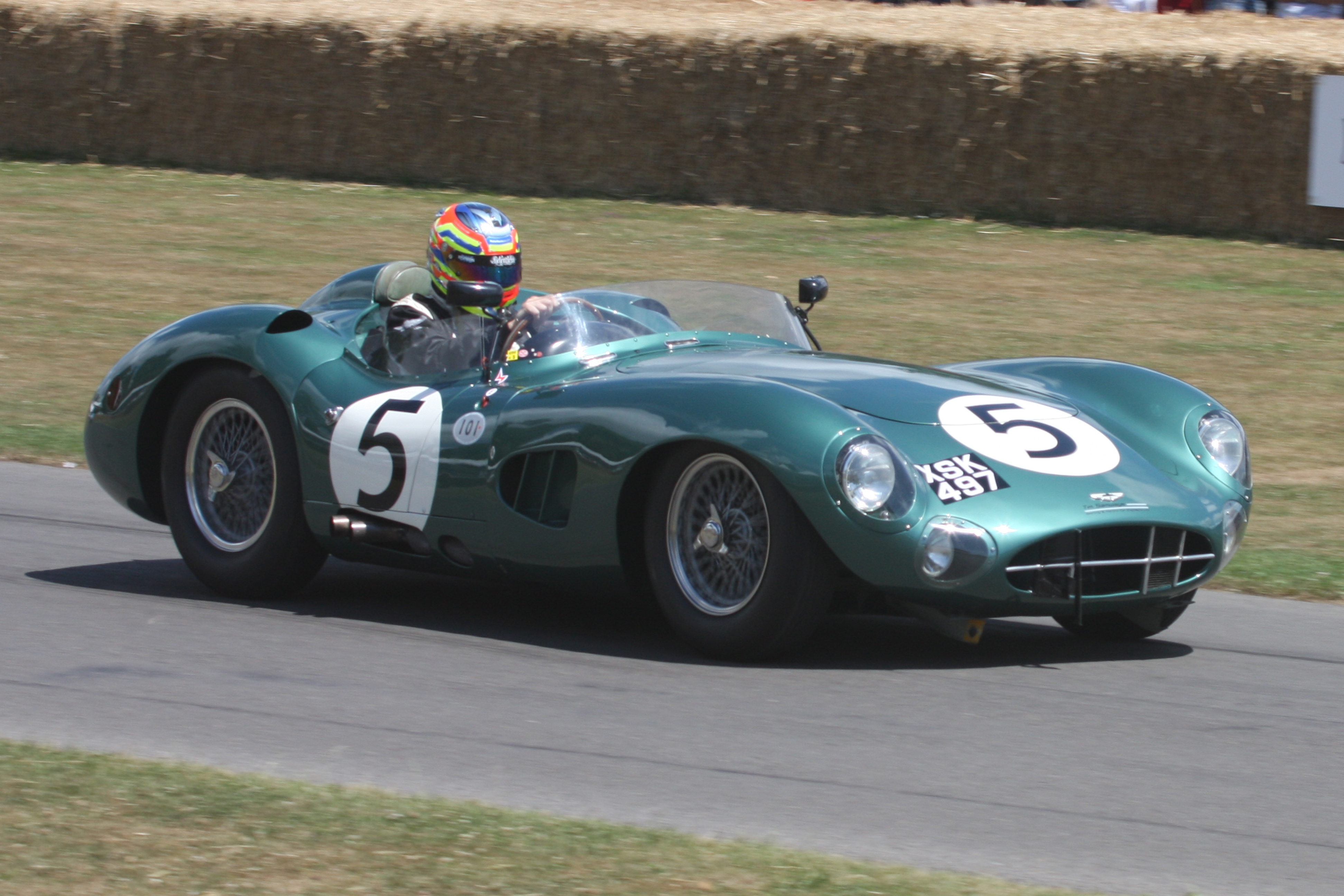
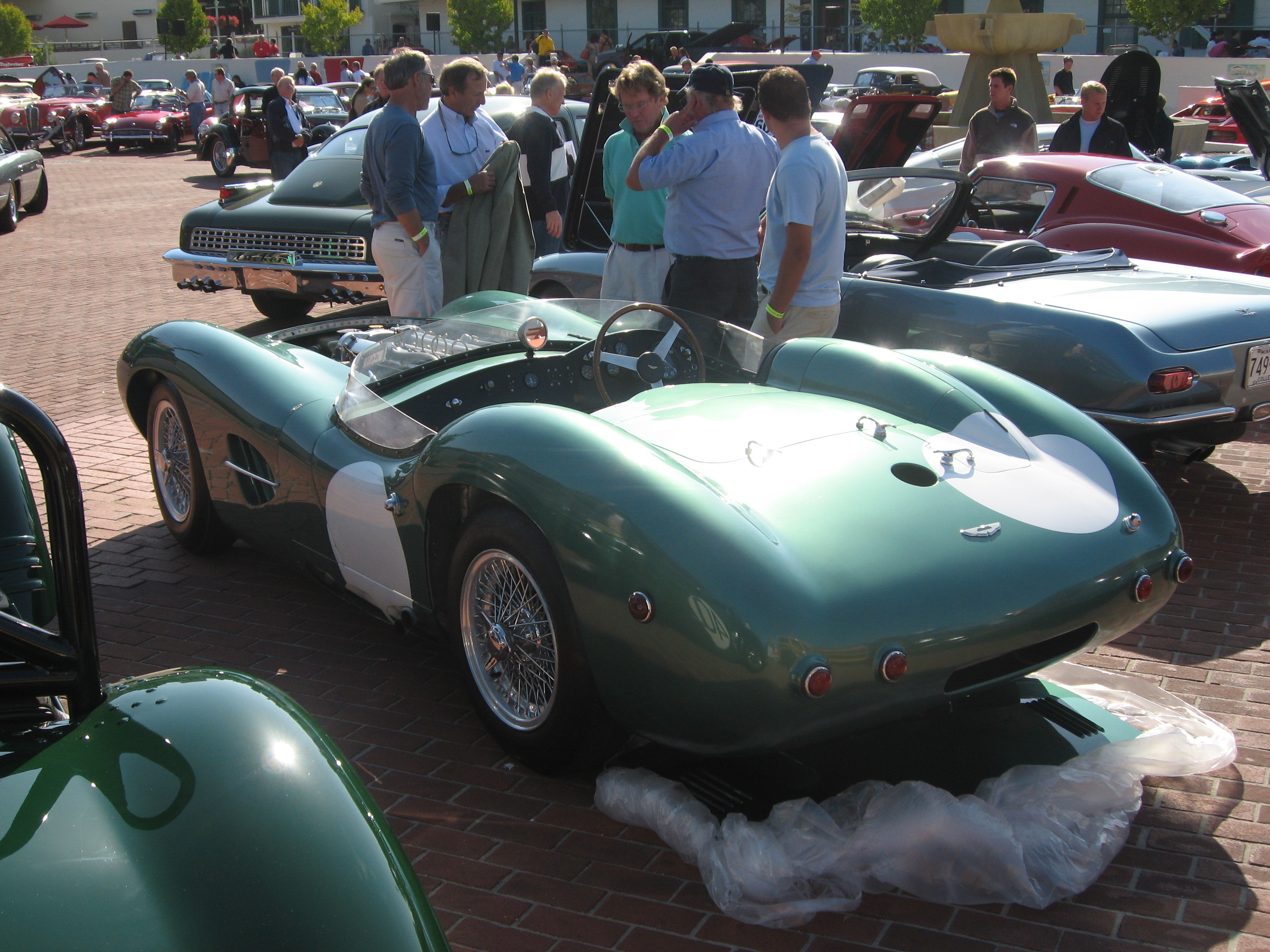
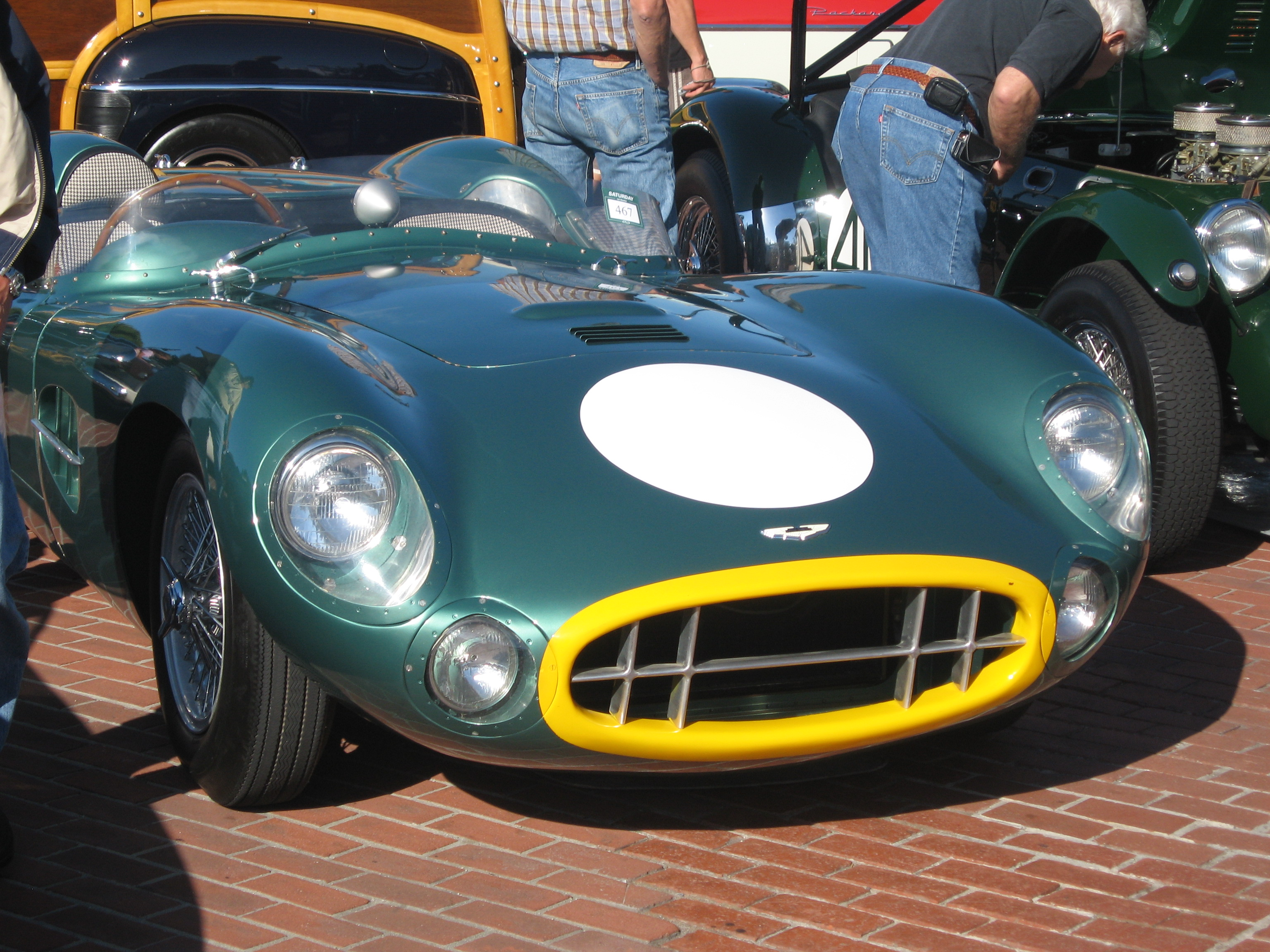
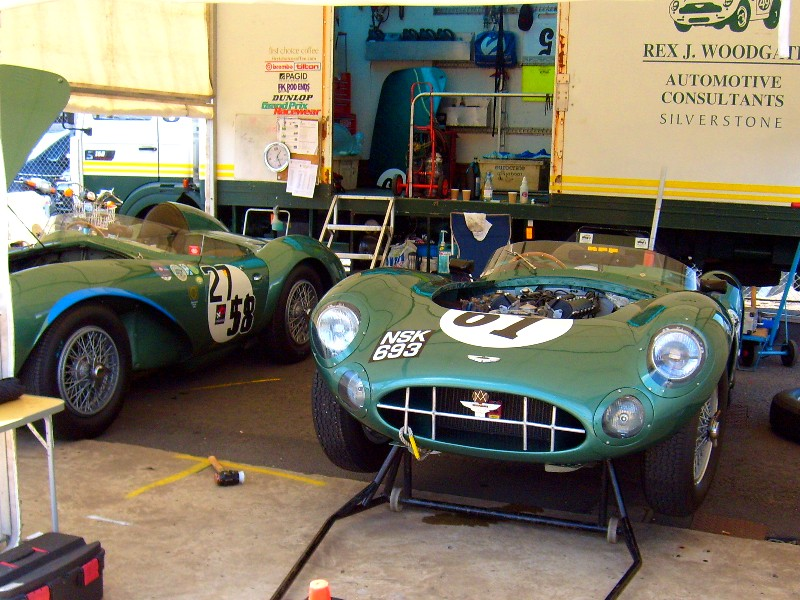